# 堀野仁
堀野 仁（ほりの じん、1975年8月27日 - 血液型A型）は、秋田県出身の日本の自動車レーサーである。Formula Drift JapanやD1グランプリなどの国内選手権に加え、マレーシアやタイをはじめとする海外で開催されるレース等にも参戦している。

## 来歴
1975年生まれ。秋田スバル秋田南店にてメカニックとして8年間勤務後、2001年8月、秋田市内に自動車販売・整備などを行うショップのTOPS AUTOMOTIVE SERVICEをオープン。ショップ経営の傍らドリフトドライバーとして活動しており、自身の経験を活かし、マシンセッティングやドライビングサポートなどを通じてドリフトやレースに挑戦する後輩達のサポートや育成活動も精力的に行っている。
2016年からFormula Drift Japanへ参戦を開始し、2017年シーズンからは自社チーム体制でフル参戦している。マシンはシルビア（S15）を使用し、タイヤはGOODRIDEを履く。また、D1グランプリやマレーシア・タイなどで開催される海外レースにも出場している。
2020年のFormula Drift Japanは、新型コロナウイルス感染症の流行の影響で開幕延期や最終戦の中止がなされ、例年とは異なる全4戦での開催となった。その中でも自社チームによるマシンやチームの熟成度が高まり、過去最高の年間総合9位という好成績を残すことが出来た。また、同年から後輩育成の一環としてFormula Drift Japanへの登竜門であるMSCチャレンジへの参戦サポートを行っている。
2021年にはエビスサーキットで開催されたいかす走り屋チーム天国レジェンド大会に、チーム東北の一員として参加した。
2022年は熟成したS15シルビアから長年思い入れのあるS14シルビアにマシンチェンジしてFormula Drift Japanへ参戦。
2023年は自D1GRAND PRIXに参戦する藤野秀之選手のスポッターとして参加して、第6戦エビス・第9戦お台場で優勝、そしてシリーズチャンピオン獲得の裏方として尽力した。また、タイで行われたDRIFT COMPETITION Round 3 Pathumthani SpeedWayでは優勝している。
2024年はTSA GroupのサポートでマシンをGR86へチェンジしてFormula Drift Japanへ参戦。タイヤはTOYO TIRESを履く。マシンチェンジやタイヤサポートも変わったがチーム体制は一貫して自社チームで参戦している。
秋田を始め、宮城、青森など各地のサーキットで、コンテストの審査員やコーチング、デモランなどを行っている。
毎年8月に秋田県大仙市の新協和カートランドにて開催される「ドリフト夏祭り」 の主催団体の一員でもある。イベントのコンテンツの一つとして、D1GPライセンス保有ドライバーをゲストとして招待し、観客を乗せた同乗走行を行うなど、トップカテゴリーで活躍するドライバーの走りを身近に感じてもらい、地域のモータースポーツの振興と発展に寄与できるような活動にも積極的に携わっている。
2022年より新協和カートランドの運営にも携わり、各カテゴリーとの連携をして施設のテレビ取材でアピールなども行っている。

## イベント実績
- 仙台ハイランドテクニカルコースにてBNスポーツD1選考会の企画・大会進行・設営・デモラン・同乗走行
- 日光サーキットD1選考会にてデモ走行・同乗走行
- スポーツランド菅生 菅生フェスティバルにてデモ走行
- 青森県にてドリフトスクール講師・デモ走行・同乗走行
- 筑波サーキット RX7 ミーティングにてデモ走行・審査員
- 秋田テレビ主催のイベントにてデモ走行と VTR「ドリフトとは」を収録・放送
- 東北カーホビーショーデモ走行・岩手めんこいテレビ生放送出演
- 青森モーターランドSP にて D1 選考会の審査員を担当
- 青森モーターランドSP にて D1SL 審査員を担当
- 仙台ハイランドレースウェイドリコン GP 審査員・デモ走行を担当
- アメリカンフェスティバルにてドリフトデモ走行・岩手めんこいテレビ出演 その他東北エリアにてトークショーやミニサーキットでの審査員
- 2012年より、毎年8月に秋田県「新協和カートランド」にて開催される「ドリフト夏祭り」の主催団体員として活動(観客・参加者 約800〜1000人)
- 2014年8月、マレーシア ドリフトイベントにて審査員を担当
- 2018年10月、インドネシア ジョグジャカルタ市で開催のIntersport World Stage Qualifier Battle Drift Putaran Terakhirにて審査員を担当
- 2018年11月、インドネシア ジャカルタ で開催のIntersport World Stage 2018 にて審査員を担当
- 2019年2月、秋田ケーブルテレビの番組にレーシングドライバーとしてゲスト出演
- 2019年7月、クルマアソビフェス×ジムニー祭り19 にて、コンテンツの一つとしてドリフトデモランを担当
- 2019年8月、秋田ドリフト夏祭りの主催団体として活動
- 2019年11月、Intersport (マレーシア)にて、デモラン
- 2020年8月、秋田ドリフト夏祭りの主催団体として活動
- 2021年7月、地元の物流企業において、安全運転講師として公演
- 2021年12月、アメリカ合衆国ハワイ州にて建設中の「CIRCUIT HAWAII 」のアドバイザーに就任
- 2022年5月、AKT秋田テレビ　スポーツの力に出演

## 主な大会参戦履歴と成績
1998年
第51回いかす走り屋チーム天国 東北大会 出場
2002年
第77回いかす走り屋チーム天国 東北大会 出場
2007年
D1ストリートリーガル SUGO大会 優勝
2012年
ドリフトマッスル SUGO大会 優勝
2013年
ドリフトマッスル SUGO大会 3位
もてぎ1.5チャレンジカップ 3位
2016年
D1GP
Rd.2 FUJI 予選3位通過、決勝進出
Rd.4 TSUKUBA 予選3位通過、決勝進出
Formula Drift Japan
Rd.1 決勝トーナメントTOP32進出
Rd.2 決勝トーナメントTOP8進出
Rd.3 決勝トーナメントTOP32進出
Rd.4 決勝トーナメントTOP16進出
シリーズランキング 12位
All Star Drift Thailand Championship（タイ） ベスト8進出
2017年　
Formula Drift Japan
Rd.1 鈴鹿ツインサーキット 決勝トーナメントTOP32進出
Rd.2 エビスサーキット西コース 決勝トーナメントTOP16進出
Rd.3 富士スピードウェイ 決勝トーナメントTOP16進出
Rd.4 奥伊吹モーターパーク 決勝トーナメントTOP32進出
Rd.5 岡山国際サーキット 決勝トーナメントTOP16進出
シリーズランキング　64台中総合12位
TONNKA DRIFT KING 2017 (マレーシア)  総合3位
ドリフトマッスル Rd.3 スポーツランド菅生 西コース 出場
2018年
TONNKA DRIFT KING 2017 (マレーシア)
King of Asia（マレーシア） Rd.1 単走準優勝 決勝トーナメントベスト8進出
2019年
Formula Drift Japan
Rd.1　鈴鹿ツインサーキット 単走23位、決勝ベスト32進出
Rd.2　エビスサーキット西コース 単走4位、決勝ベスト32進出
Rd.3　富士スピードウェイ 単走12位、決勝ベスト16進出
Rd.4　奥伊吹モーターパーク 単走4位、決勝ベスト16進出
Rd.5　岡山国際サーキット 単走15位、決勝ベスト32進出
シリーズランキング 74台中総合12位
ドリフトキングダム Rd.3　スポーツランド菅生 西コース プロクラス10位
Drift Competition (タイ)
Underground Drift 2019(タイ)
Sepang 1000KM Endurance Race 2019(マレーシア)
2020年
Formula Drift Japan
Rd.1 単走同率1位（規定により5番手）、決勝ベスト16進出：総合順位11位
Rd.2 単走2位、決勝ベスト4進出：総合順位3位
Rd.3 単走26位、決勝ベスト32進出：総合順位26位
Rd.4 単走7位、決勝ベスト16進出：総合順位11位
Rd.5 開催中止
シリーズランキング　43台中総合9位
2021年
Formula Drift Japan
Rd.1 予選12位 決勝 ベスト16進出
Rd.2 予選8位 決勝ベスト8進出
Rd.3 予選33位
Rd.4 予選 優勝 決勝 ベスト 16進出
Rd.5 予選 15位 決勝 ベスト 32進出
Rd.6 予選33位
シリーズランキング　トータル:147 ポイント 16 位

## 保有ライセンス
- JAF　国際Cライセンス
- D1GRAND PRIX D1-GPライセンス
- D1GRAND PRIX 審査員
- The DRIFT Muscle
- Formula D PRO